# Oumache
Oumache är en ort i Algeriet.   Den ligger i provinsen Biskra, i den norra delen av landet, 300 km sydost om huvudstaden Alger. Oumache ligger 54 meter över havet och antalet invånare är 10 424.
Terrängen runt Oumache är platt. Runt Oumache är det ganska glesbefolkat, med 34 invånare per kvadratkilometer. Närmaste större samhälle är Biskra, 18,0 km norr om Oumache. Trakten runt Oumache är ofruktbar med lite eller ingen växtlighet.